# Campoletis julia
Campoletis julia är en stekelart som först beskrevs av Henry Lorenz Viereck 1925.  Campoletis julia ingår i släktet Campoletis och familjen brokparasitsteklar. Inga underarter finns listade.